# Opel Astra
Opel Astra je avtomobil, ki ga od leta 1991 izdeluje nemški proizvajalec Opel.
V Združenem kraljestvu se model imenuje Vauxhall Astra, na Kitajskem Buick Excelle XT in v Avstraliji Holden Astra.

## Poimenovanje
Ime modela Astra izhaja od britanskega proizvajalca Vauxhall, ki je od leta 1979 izdeloval in tržil avtomobil Opel Kadett (generaciji Kadett D in Kadett E) kot Vauxhall Astra. Kasnejša tržna politika General Motors Europe je v zgodnjih 1990. letih poenotila poimenovanje modelov na vseh tržiščih ne glede na znamko, pod katero so se prodajali.
Astra je doslej proizvedena v petih generacijah, poimenovanih z zaporednimi črkami abecede. Kot naslednica modela Kadett je prva generacija Astre dobila oznako Astra F (zadnji Opel Kadett je bil Kadett E).

## Astra F (1991–1998)
Opel Astra F je bila predstavljena avgusta 1991. Nasledila je Opel Kadett E in pri tem prevzela ime Astra, ki ga je Vauxhall že uporabljal za Kadett D in E. Avtomobil je bil na voljo kot tri- ali petvratna kombilimuzina, kot petvratni karavan (od oktobra 1991) in kot limuzina (od maja 1992). V ponudbi je bila tudi kabrioletna izvedba, ki jo je zasnovalo in izdelovalo podjetje Bertone v Italiji.
Avgusta 1994 je bil model deležen manjših oblikovnih posodobitev, med drugim je bila spremenjena sprednja rešetka, sprednje in zadnje luči ter zadnji del s kromirano pisavo in tridimenzionalnim logotipom. Izboljšana je bila tudi zaščita pred rjavenjem, ki je močno prizadevalo prvotne modele.
Proizvodnja Astre F se je v Nemčiji končala marca 1998 s prihodom nove generacije, medtem ko so kabrioletno različico izdelovali do januarja 2000. Na srednje- in vzhodnoevropskem tržišču ter v Turčiji so do leta 2002 ostala v ponudbi vozila, proizvedena v Gliwicah na Poljskem pod imenom Astra Classic.
- Kombilimuzina (1991–1994)
- Limuzina (1991–1994)
- Kombilimuzina (1994–1998)
- Kombilimuzina (1994–1998)
- Karavan (1994–1998)
- Kabriolet
- Notranjost

## Astra G (1998–2004)
Opel Astra G je bila v Evropi predstavljena leta 1998. Na voljo je bila kot tri- ali petvratna kombilimuzina, kot štirivratna limuzina in petvratni karavan, kot tudi v dveh posebnih različicah iz leta 2000:  Astra Coupé in Astra Cabrio, ki ju je izdelal Bertone.
Proizvodnja limuzin in karavanov se je v Oplovi tovarni v Gliwicah nadaljevala tudi po uvedbi novega modela Astra H. Podobno kot predhodnik je bil starejši model v Srednji in Vzhodni Evropi ter Turčiji na voljo kot Astra Classic do konca leta 2009. 
- Limuzina
- Petvratna kombilimuzina
- Trivratna kombilimuzina
- Karavan
- Kabriolet
- Opel Astra G OPC
- Notranjost

## Astra H (2004–2010)
Opel Astra H je bila predstavljena marca 2004. Generacija, zasnovana na platformi GM Delta, je bila večja od svoje predhodnice. Model je bil na voljo v naslednjih različicah:
- petvratna kombilimuzina (od marca 2004 do septembra 2009);
- petvratni karavan (od avgusta 2004 do septembra 2010);
- trivratna kombilimuzina (GTC; od marca 2005 do septembra 2010);
- kabriolet (TwinTop) z zložljivo kovinsko streho (od maja 2006 do septembra 2010);
- štirivratna limuzina (od oktobra 2006 do marca 2010 – prvenstveno namenjena vzhodnoevropskemu tržišču);
- trivratno dostavno vozilo.

V začetku leta 2007 je bil rahlo prenovljen videz modela, ki je med drugim dobil drugačne zadnje luči ter sprednji in zadnji odbijač, pri različici GTC pa tudi prednjo rešetko. Proizvodnja Astre H se je končala do leta 2010, za vzhodnoevropsko tržišče pa je bila vzporedno z novim modelom na voljo kot Opel Astra Classic III na voljo do decembra 2014.
- Kombilimuzina (2004–2006)
- Karavan (2004–2006)
- TwinTop (2006)
- Kombilimuzina (2007–2009)
- GTC (2007–2010)
- Limuzina (2008–2010)
- Notranjost

## Astra J (2009–2015)
Opel Astra J je bila predstavljena leta 2009 na avtomobilskem sejmu v Frankfurtu. Med razvojem so jo imenovali Astra I, kar je bilo pozneje spremenjeno v izogib podobnosti s številko 1.
Avtomobil, temelječ na platformi GM Delta II, je bil razvit v razvojnem središču ITDC v Rüsselheimu. Velik del zunanje podobe je Astra prevzela od nove Opel Insignie. Osvojila je tretjo nagrado za evropski avto leta 2010.
Prodaja kombilimuzinske različice se je začela decembra 2009, medtem ko je novembra 2010 na tržišče prišla karavanska izvedba, ki jo je Opel začel imenovati "Sports Tourer". Septembra 2012 je ponudbo razširila tudi limuzinska različica.
- Kombilimuzina (2009–2012)
- Sports Tourer (2009–2012)
- Kombilimuzina (2012–2015)
- Limuzina
- Notranjost

## Astra K (2015–2022)
Peto generacijo Astre je Opel predstavil na sejmu v Frankfurtu septembra 2015. Kombilimuzinska različica je postala naprodaj že julija 2015, medtem ko se je prodaja karavanske izvedbe začela oktobra istega leta. Astra K v limuzinski izvedbi ne obstaja; do leta 2018 je ostala naprodaj limuzinska različica Astre J.
Astra K je 120 do 200 kilogramov lažja od svoje predhodnice, kar je bilo doseženo z revizijo vseh komponent avtomobila in uporabo lahkih materialov. Zasedla je prvo mesto za evropski avto leta 2016.
Julija 2019 je bil predstavljen nov model s prenovljenim videzom.
- Kombilimuzina (2015–2019)
- Sports Tourer (2015–2019)
- Sports Tourer (2015–2019)
- Notranjost (2015–2019)
- Prenovljena kombilimuzina (2019–2022)
- Prenovljena karavanska izvedba (2019–2022)

## Astra L (2022–)
Šesta generacija je bila uradno predstavljena 13. julija 2021, serijska proizvodnja pa se je začela januarja 2022 v Rüsselsheimu na Majni. Na tržišče je prišla 7. maja 2022. Karavansko različico Sports Tourer so predstavili decembra 2021, na trg pa je prišla 15. oktobra prihodnje leto.
Potem ko je General Motors prodal Opel koncernu PSA, ki se je pozneje združil v Stellantis, je bila nova Astra razvita na platformi PSA EMP2 in si številne komponente deli s Peugeotom 308 in z DS 4.
- Kombilimuzina
- Kombilimuzina, pogled z zadnje strani
- Sports Tourer
- Notranjost